# 広島県立庄原格致高等学校高野山分校
広島県立庄原格致高等学校 高野山分校（ひろしまけんりつ しょうばらかくち こうとうがっこう たかのやまぶんこう）は、広島県庄原市高野町新市にかつて存在した、県立高等学校の分校。
2009年（平成21年）3月末をもって閉校し、校舎は改装の上2011年（平成23年）より庄原市立高野中学校の校舎として使用されている。

## 概要
歴史
1952年（昭和27年）に開校。2009年（平成21年）3月末に閉校し、57年の歴史に幕を下ろした。
設置課程・学科（閉校当時）
全日制課程 普通科
校地
島根県に近い中国山地の山間であり、広島県内でも標高が最も高い地域でもある。

## 沿革
- 1952年（昭和27年）4月1日 -「広島県比婆西高等学校 高野山分校」として開校。
- 1954年（昭和29年）5月1日 - 「広島県庄原高等学校 高野山分校」と改称。
- 1961年（昭和36年）4月1日 - 「広島県庄原格致高等学校 高野山分校」と改称。
- 1968年（昭和43年）10月1日 - 「広島県立庄原格致高等学校 高野山分校」と改称（県の後に「立」が付される）。
- 2007年（平成19年）4月1日 - 募集を停止。
- 2009年（平成21年）3月31日 - 閉校。

## 著名な出身者
- 瀬尾公治（漫画家）

## 交通
最寄りの幹線道路
- 松江自動車道 高野IC
- 国道432号
- 広島県道39号三次高野線

## 周辺
- 庄原市役所高野支所
- 庄原市立高野小学校
- 庄原市立高野保育所
- 広島県雪合戦大会実行委員会